# سوینونگ آرنست
سوینونگ آرنست (انگلیسی: Sveinung Aarnseth; ۱۵ مهٔ ۱۹۳۳ – ۹ مارس ۲۰۱۹) بازیکن فوتبال، و دندان‌پزشک اهل نروژ بود. آرنست فوتبال خود را به عنوان یک مهاجم شروع کرد، اما بعداً به مدافع میانی تبدیل شد. او از سال ۱۹۶۰ تا ۱۹۶۸ برای لین بازی کرد و در مجموع ۱۱۳ بازی انجام داد و ۱۸ گل در لیگ برتر فوتبال نروژ به ثمر رساند. به عنوان یکی از بازیکنان باشگاه لین، او دو بار قهرمان لیگ نروژ (۱۹۶۴ و ۱۹۶۸) و دو بار قهرمان جام حذفی نروژ (۱۹۶۷ و ۱۹۶۸) شد. او همچنین پنج بازی ملی برای نروژ انجام داد، اولین بازی او  را در سپتامبر ۱۹۵۴ در مقابل سوئد بود.
آرنست همچنین در سال ۱۹۵۷ برای مدت کوتاهی برای فنلو بازی کرد و هفت بازی در لیگ برتر فوتبال هلند انجام داد و بنظر می‌رسد که او اولین نروژی در سطح بالای فوتبال هلند باشد که توانست همزمان تحصیلات خود را در دندانپزشکی به پایان رساند. او درحالی که در بروم اقامت داشت، ۴۰ سال به عنوان دندانپزشک در لیساکر کار کرد.